# Bucamps
Bucamps ist eine französische Gemeinde mit 207 Einwohnern (Stand 1. Januar 2022) im Département Oise in der Region Hauts-de-France. Die Gemeinde liegt im Arrondissement Clermont und ist Teil der Communauté de communes de l’Oise Picarde und des Kantons Saint-Just-en-Chaussée.

## Geographie
Das Zentrum der Gemeinde (mit dem Gehöft La Corniole) liegt rund zehn Kilometer südöstlich von Froissy auf der Hochfläche des Plateau Picard.

## Toponymie und Geschichte
Die 1075 Buschans genannte Gemeinde nahm 1826 die bis dahin selbstständige Gemeinde Fresneaux auf.

## Einwohner
| 1962 | 1968 | 1975 | 1982 | 1990 | 1999 | 2006 | 2011 |
| ---- | ---- | ---- | ---- | ---- | ---- | ---- | ---- |
| 121  | 112  | 76   | 78   | 117  | 128  | 148  | 168  |

## Sehenswürdigkeiten
- Kirche Saint-Pierre aus dem 18. und 19. Jahrhundert[1]

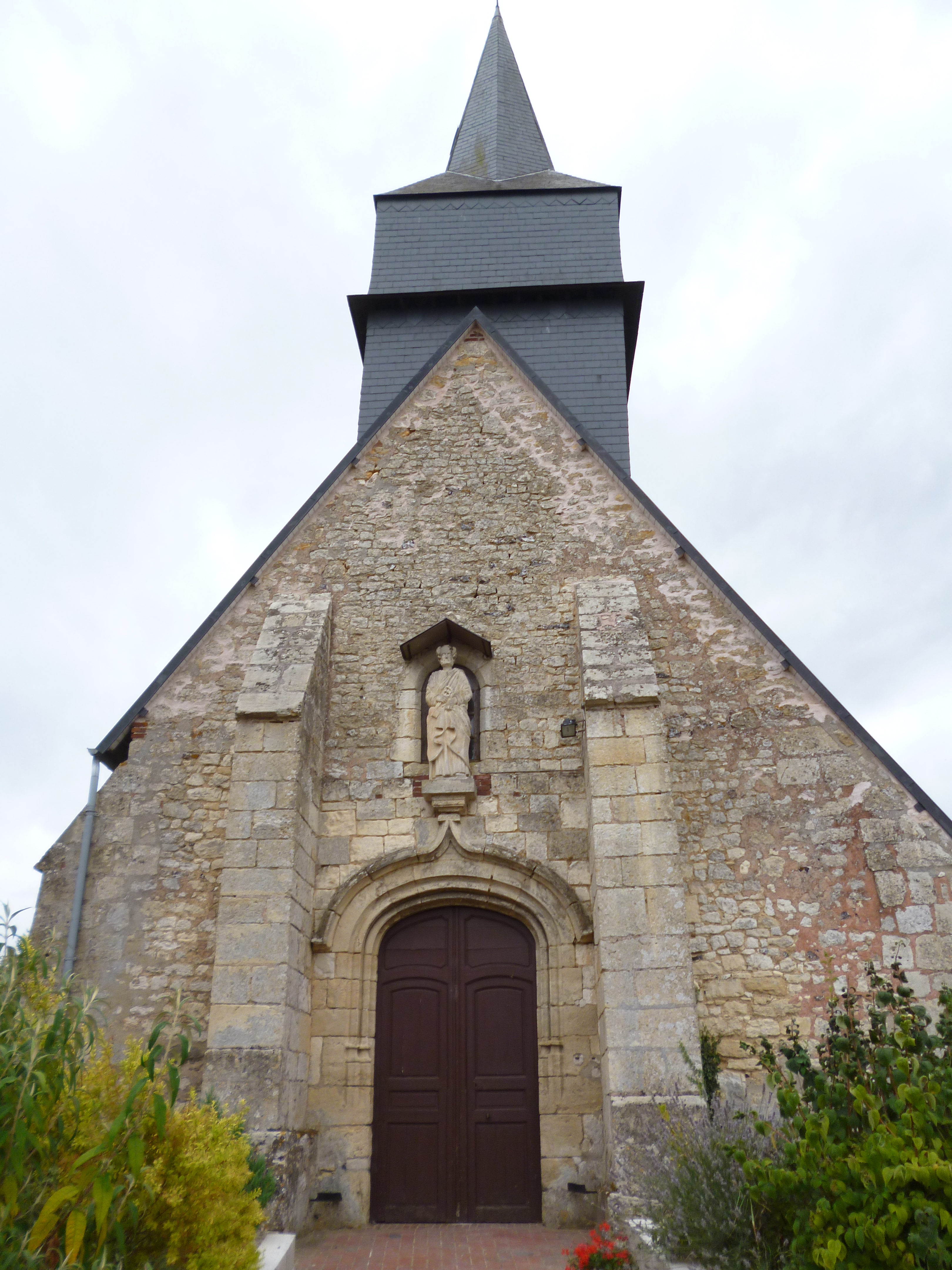
Kirche Saint-Pierre